# Memorial de Sobrado
El memorial de Sobrado, que también recibe los nombres de memorial de Boavista y monumento funerario de Sobrado, es una estructura funeraria del año 1191 de cuya tipología existen pocos ejemplos. Se trata de un marco delimitador de propiedad de un monasterio vecino, donde habrían reposado los restos mortales de doña Mafalda en su viaje final entre Marco de Canaveses y el monasterio de Arouca. Tipológicamente es una transición entre las sepulturas rasas y las estructuras tumulares conmemorativas del Románico. Está situado en la freguesia de Sobrado (Castelo de Paiva), Portugal.
Técnicamente es un conjunto de bloques de granito que forman un rectángulo horizontal cuyos extremos están rematados por estelas funerarias circulares que circunscriben cruces latinas. El bloque inferior, que tiene grabados una espada, una punta de lanza y una cruz inscrita en un círculo, sugieren que se trata de un túmulo de un aristócrata desconocido. Algunas investigaciones han apuntado hacia la tumba de un caballero templario.
Es monumento nacional desde 1950 y forma parte de la Ruta del Románico del valle del Sousa.